# Золотистый такин
Золотистый такин, или золотой такин (лат. Budorcas taxicolor bedfordi) — подвид такина, парнокопытного млекопитающего из семейства полорогих.

## Описание
Длина тела 170—220 см, высота в холке 100—140 см, длина хвоста 7—20 см, масса 150—350 кг. Животное с плотным телосложением, удлиненным и массивным туловищем с большой, удлиненной головой с широкой мордой, короткой, сильной шеей и полого спускающейся от загривка к крестцу спиной. Шерсть высокая, густая и косматая с удлиненными волосами на нижней стороне тела. В зимний период сильно развиты пуховые волосы. Для золотистого такина характерна яркая золотисто-желтая окраска меха, более тёмная у самцов, без тёмной полосы на спине.
Глаза небольшие. Уши маленькие, широкие, слегка заостренные на вершине. Рога имеются у самцов и самок, однако у первых они крупнее — до 45—58 см в длину, у вторых они значительно меньше. Основания рогов близко соприкасаются. В основании рога овальные в поперечнике, в верхних отделах — округлые. В основания рога расходятся в стороны, далее загибаются вверх, назад и вершинами немного внутрь. В нижних отделах на рогах имеются поперечные кольцевые выступы, остальная часть гладкая.
Конечности средней высоты, утолщенные. Средние копыта широкие и округлые, боковые сильно развиты.
Хвост короткий с длинными волосами, такой же окраски, что и спина.

## Ареал
Самый восточный подвид из четырёх подвидов такина. Обитает в Центральном Китае в горах Циньлин на юге провинции Шэньси, где распространен на горных хребтах на высоте от 1500 до 3600 м к западу от горы Цзыбошань на восток до Нюбэйляна. Обитает в лесах умеренного пояса и хвойных лесах на высоте от 1300 до 2800 м в заповеднике Фопин. Золотистые такины держатся небольшими группами в зарослях карликового бамбука и рододендрона у верхней границы леса. Совершает сезонные вертикальные перемещения.

## Питание
Питается 163 видами растений, включая травы, побеги бамбука, разнотравье и листья кустарников и деревьев.

## Размножение
Сезон размножения начинается в начале июня и длится до конца июля с пиком с середины июня до середины июля. Новорожденных телят наблюдают в феврале и марте. Средний размер группы составляет 10,84 особей, соотношение самцов и самок примерно 1:2. В период размножения наблюдаются одиночные самцы; наиболее одиночных старых самцов видели зимой на более низких высотах. Половая зрелость в диких популяциях наступает в возрасте 4,5 лет у самок и 5,5 лет у самцов.

## Популяция
Малочисленный подвид. Общая численность популяции в Китае в 1990 году оценивалась в 21 200 особей, но в 2001 году её оценили в 5 069 особей. Три центра относительно высокой плотности популяции расположены в Тайбае, Ниншане и Чжоучжи, где они ограничены верхними водосборными территориями нескольких рек. Угрозу для вида представляют вырубка лесов, охота, беспокойство и фрагментация среды обитания.

## Охрана
В настоящее время этот подвид находится под защитой Национального закона об охране дикой природы 1988 года, охраняется в природных заповедниках провинции Шэньси. Похоже, за последние годы его распространение и численность увеличились. По состоянию на 2003 год для защиты такинов и их среды обитания было создано четырнадцать заповедников площадью около 3250 км². Запреты на вырубку леса, установленные в конце 1990-х годов, значительно улучшили условия обитания и безопасность подвида.

## Фото

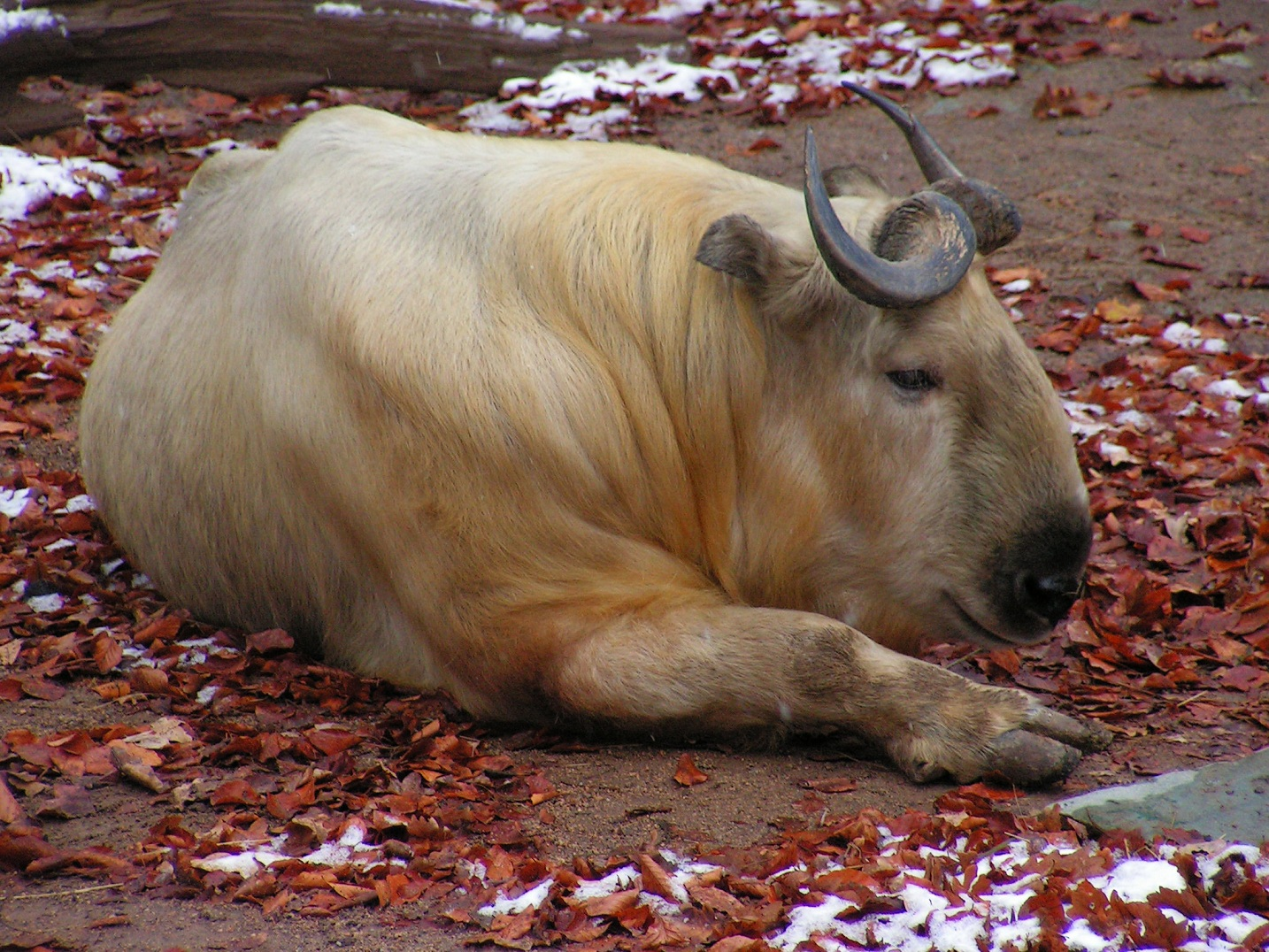
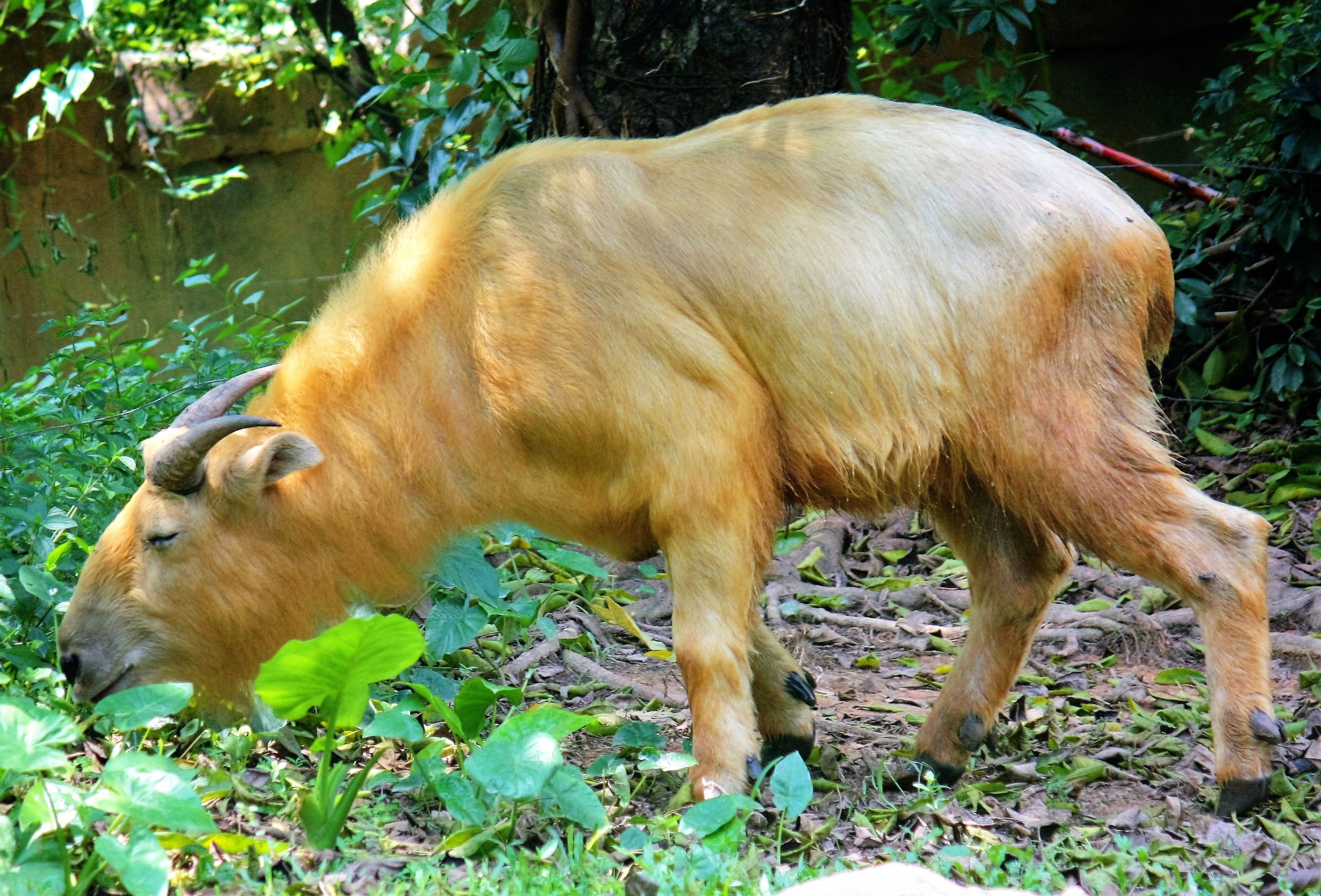
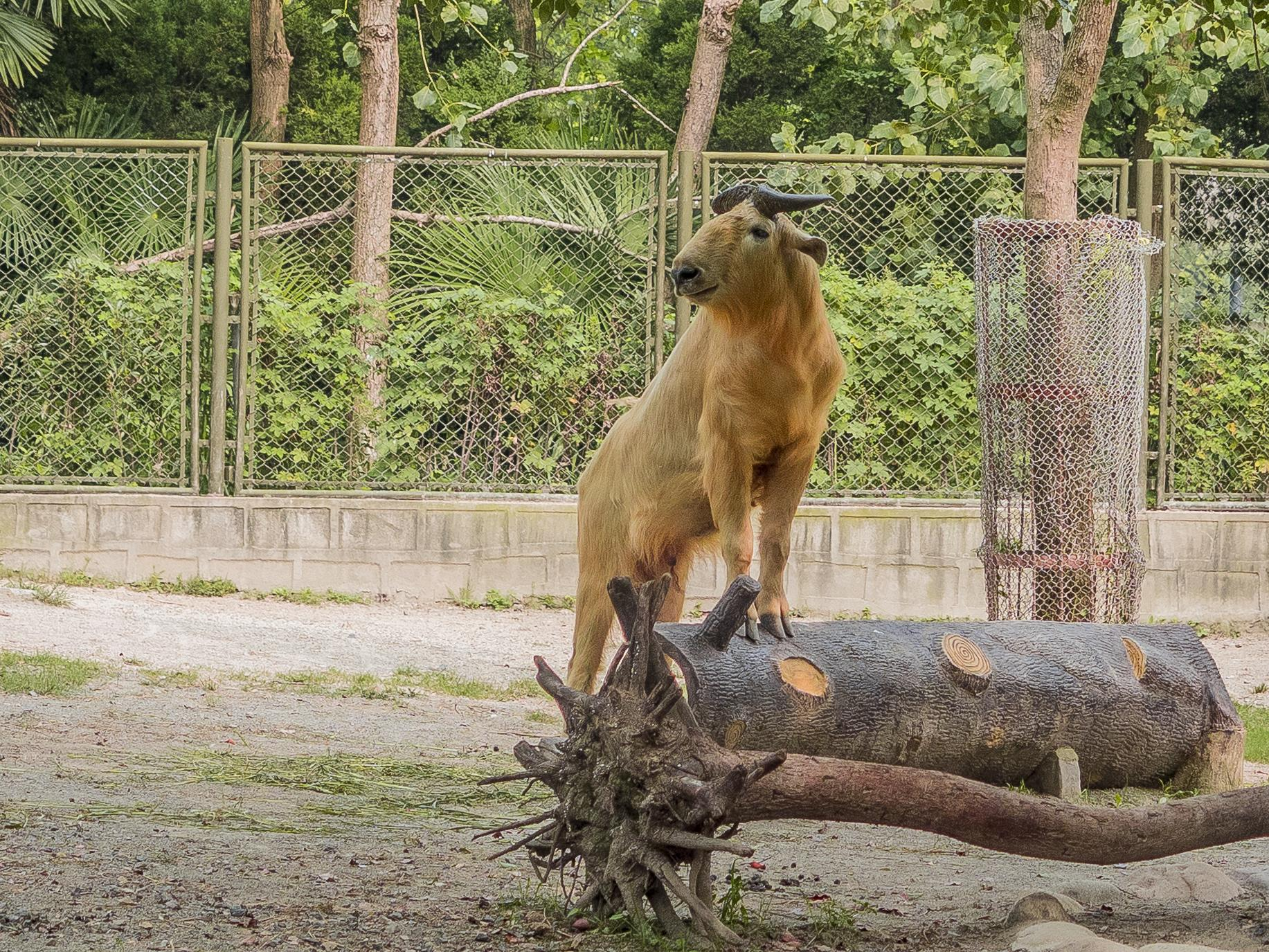
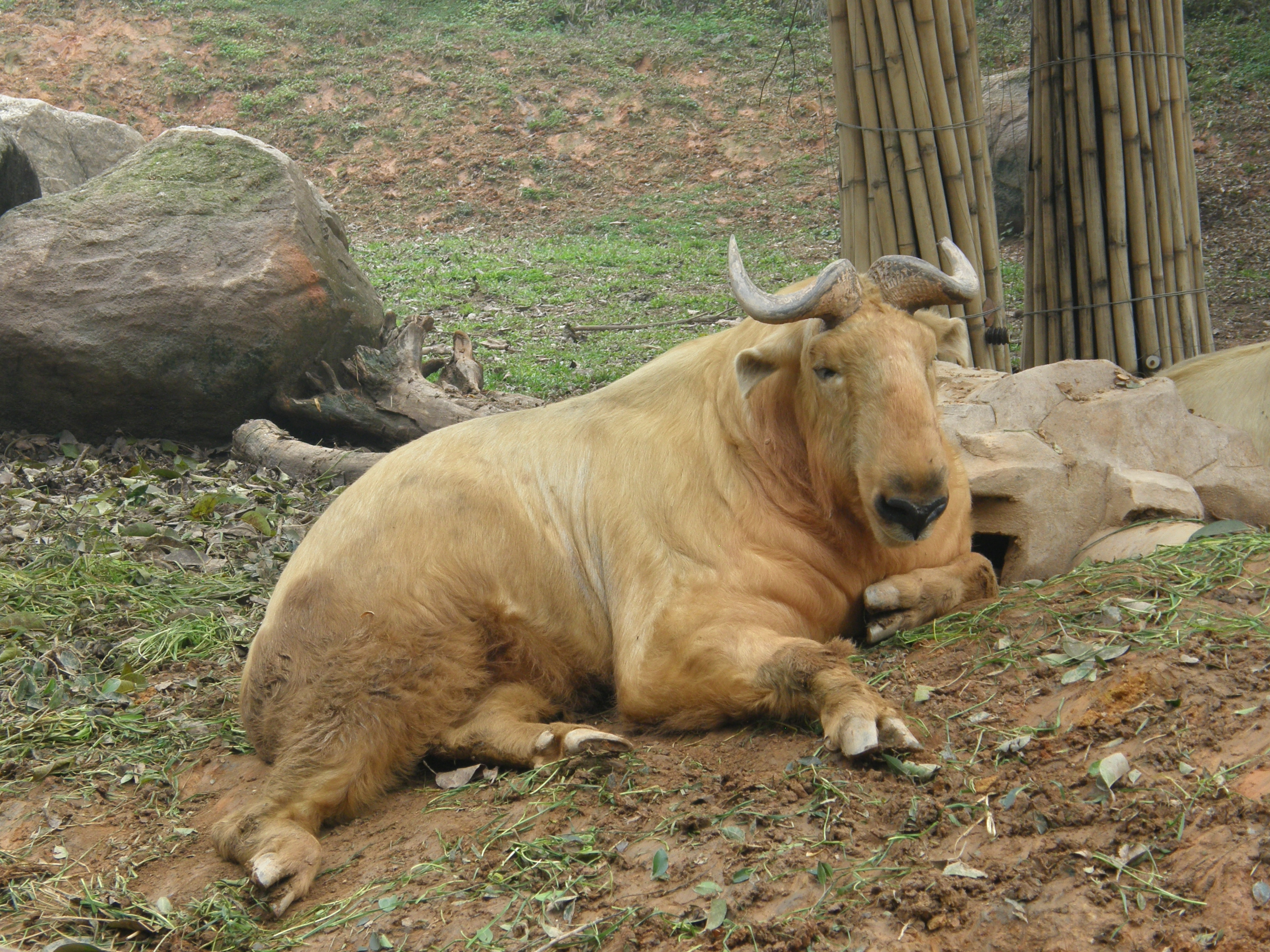
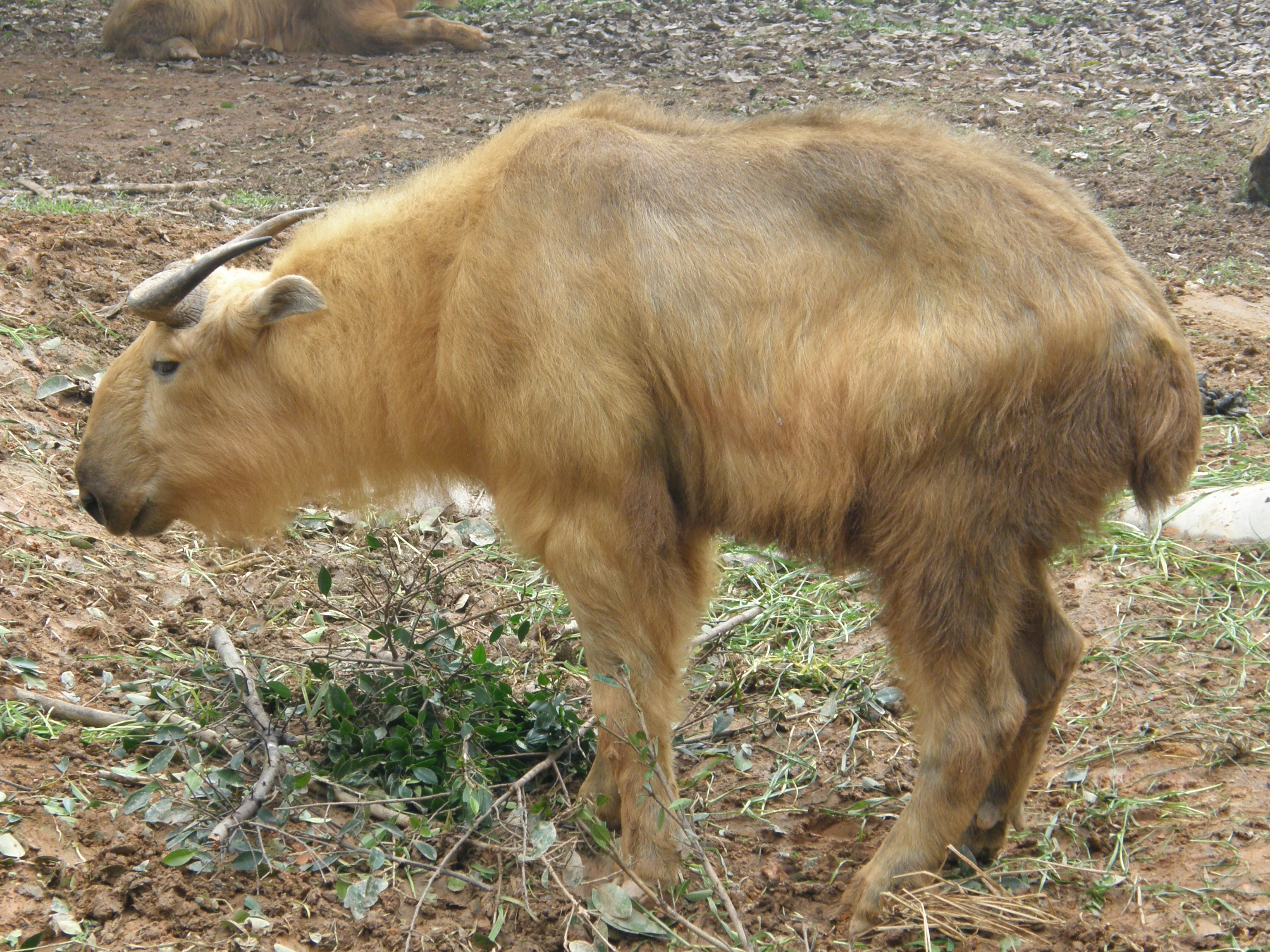
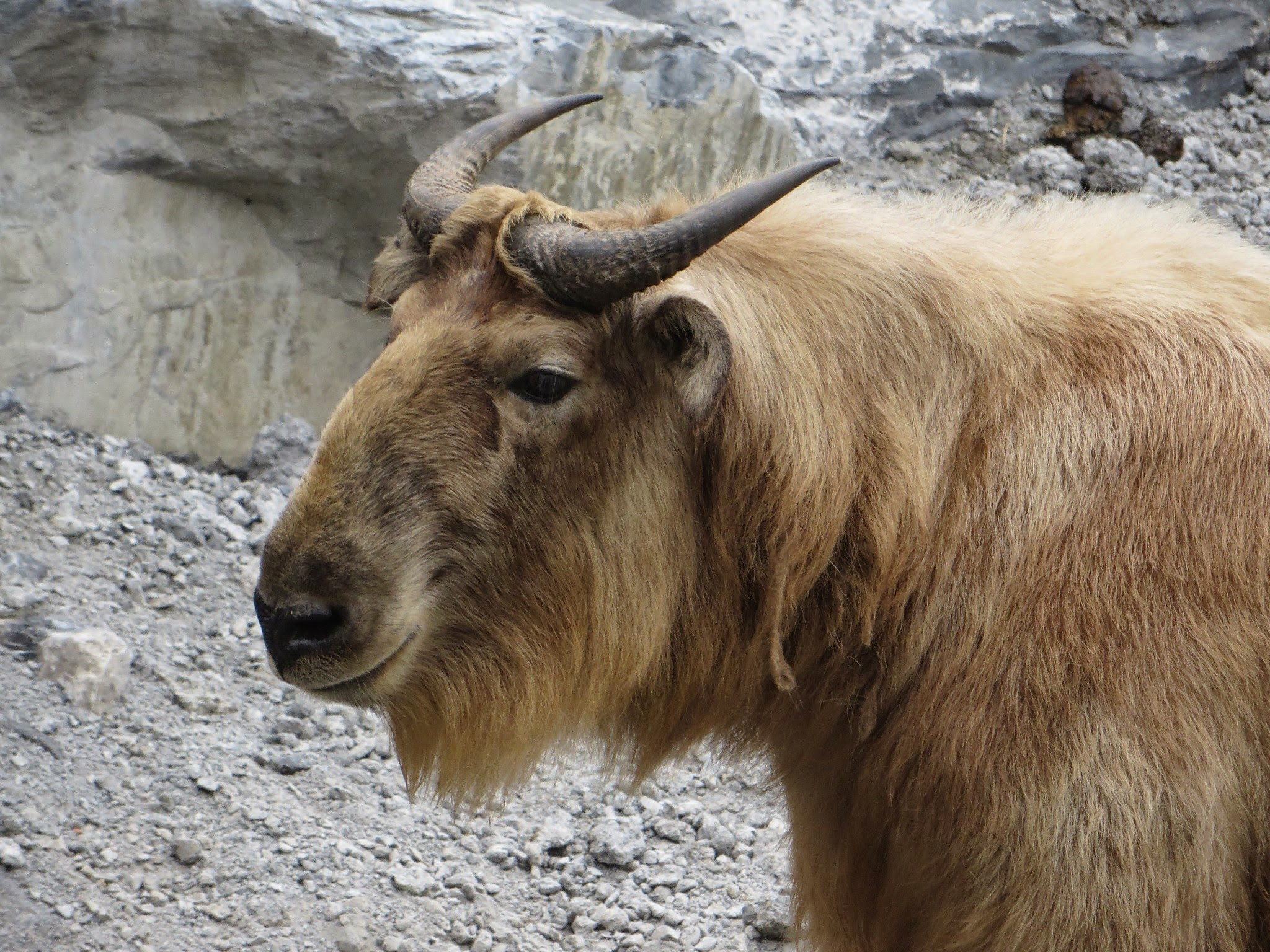
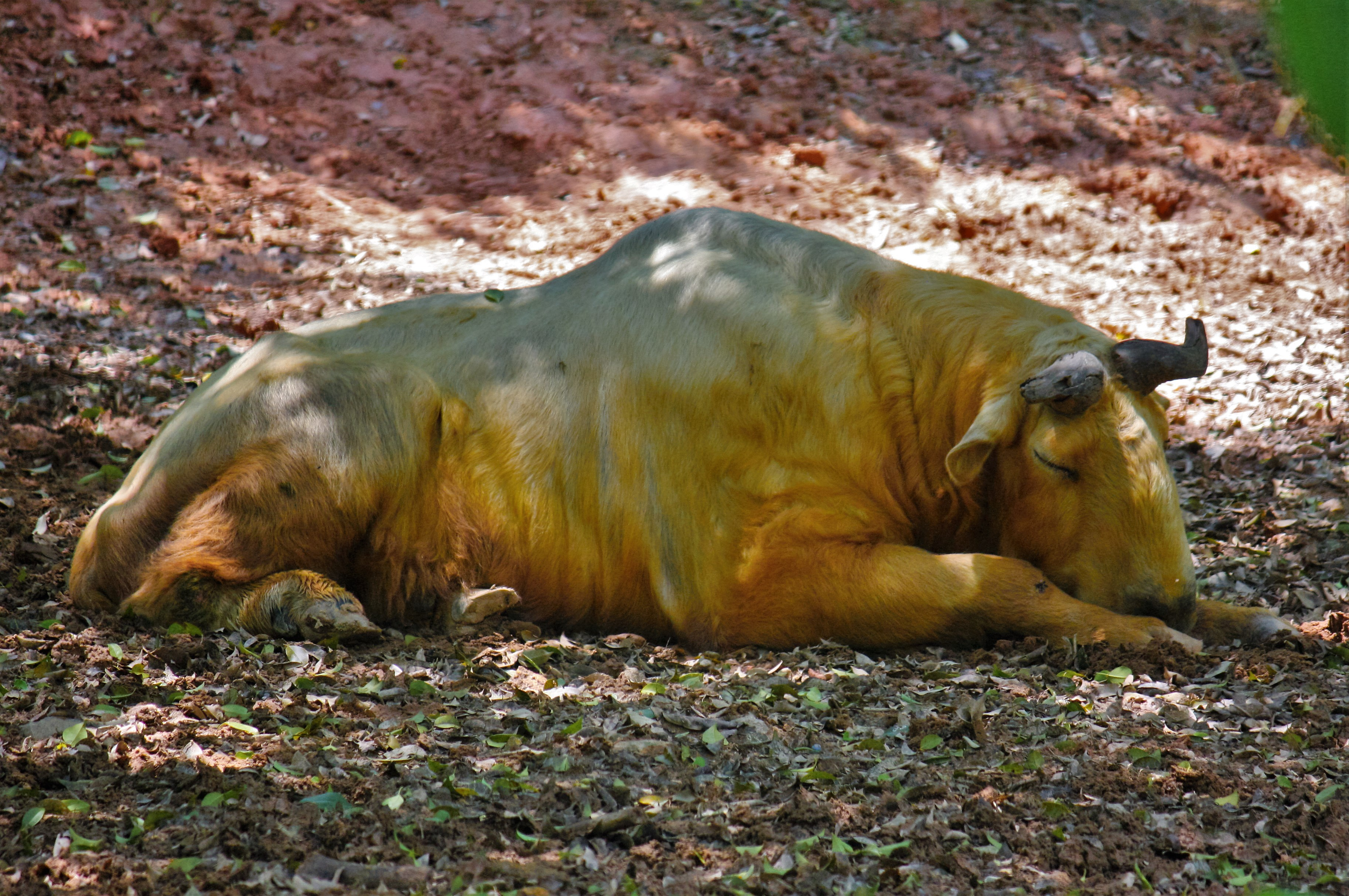